# たけのこ (小説家)
たけのこ（2000年（平成12年）5月21日 - ）は、日本の小説家。性別不詳。尚、ノクターンノベルズで活動している『たけのこ』先生とは同一ペンネームの別人である。

## 略歴
2000年(平成12年)5月21日生まれ。高校時代は「絶対に働きたくないダンジョンマスターが惰眠をむさぼるまで(著・鬼影スパナ)」を愛読し(ファンレターを送るほどの熱量だという)、その影響で2018年(平成30年)11月から小説投稿サイト「小説家になろう」でオンライン小説の投稿を始める。処女作の「ジェノサイド・オンライン 〜極悪令嬢のプレイ日記〜」は発表直後から大きな反響を呼び、同サイトの「VRゲームジャンル」日間ランキング・2018年11月間ランキング・2018年四半期ランキングでそれぞれ1位を獲得するなど、新人小説家としては異例の成功を収めた。発表から三日後、同作はぶんか社での書籍化が決定し、2019年(平成31年)3月に発売された。書籍版はライトノベル総合情報サイト「ラノベニュースオンライン」内の企画「ラノベニュースオンラインアワード」2019年3月刊の新作総合部門・新作部門に選出された。また同年8月には作画に漫画家の絵元ともを迎えたコミカライズも決定し、9月に「マンガよもんが」での連載が開始した(同年11月の絵元の死去に伴い中断)。2020年8月、コミカライズの再始動企画が進行中と報じられる。

## 作品リスト

### 書籍
- 「ジェノサイド・オンライン」シリーズ(『ぶんか社』、イラスト：久坂んむり、既刊3巻)